# 네기시 세이이치
네기시 세이이치(일본어: 根岸 誠一, 1969년 4월 20일 ~ )는 일본의 은퇴한 축구 선수이다. 과거 혼다 FC, 가시마 앤틀러스에서 활동하였다.